# كوجي ياماموتو (لاعب كرة طائرة)
كوجي ياماموتو (28 يوليو 1952 - 29 مارس 2001) (بالكانا:やまもと こうじ) هو لاعب كرة سلة ولاعب كرة طائرة ياباني. شارك في الألعاب الأولمبية الصيفية 1976.

## وصلات خارجية
- كوجي ياماموتو على موقع الاتحاد الدولي لكرة السلة (الإنجليزية)
- كوجي ياماموتو على موقع سبورتس رفرنس (الإنجليزية)
- كوجي ياماموتو على موقع أوليمبيديا (الإنجليزية)